# Lista planetelor minore/185201–185300
Aceasta este Lista planetelor minore/185201–185300; pentru a naviga prin lista completă vezi Lista planetelor minore.
Pentru ale detalii vezi și Proiect:Astronomie sau Portal:Astronomie.
| Nume               | Denumire provizorie | Data descoperirii | Locul descoperirii   | Descoperitor(i)        |
| ------------------ | ------------------- | ----------------- | -------------------- | ---------------------- |
| 185201 -           | 2006 TX36           | 12 octombrie 2006 | Kitt Peak            | Spacewatch             |
| 185202 -           | 2006 TD39           | 12 octombrie 2006 | Kitt Peak            | Spacewatch             |
| 185203 -           | 2006 TN39           | 12 octombrie 2006 | Kitt Peak            | Spacewatch             |
| 185204 -           | 2006 TM42           | 12 octombrie 2006 | Kitt Peak            | Spacewatch             |
| 185205 -           | 2006 TZ43           | 12 octombrie 2006 | Kitt Peak            | Spacewatch             |
| 185206 -           | 2006 TU44           | 12 octombrie 2006 | Kitt Peak            | Spacewatch             |
| 185207 -           | 2006 TP47           | 12 octombrie 2006 | Kitt Peak            | Spacewatch             |
| 185208 -           | 2006 TU47           | 12 octombrie 2006 | Kitt Peak            | Spacewatch             |
| 185209 -           | 2006 TA48           | 12 octombrie 2006 | Kitt Peak            | Spacewatch             |
| 185210 -           | 2006 TN50           | 12 octombrie 2006 | Kitt Peak            | Spacewatch             |
| 185211 -           | 2006 TQ50           | 12 octombrie 2006 | Kitt Peak            | Spacewatch             |
| 185212 -           | 2006 TB53           | 12 octombrie 2006 | Kitt Peak            | Spacewatch             |
| 185213 -           | 2006 TN53           | 12 octombrie 2006 | Kitt Peak            | Spacewatch             |
| 185214 -           | 2006 TZ54           | 12 octombrie 2006 | Palomar              | NEAT                   |
| 185215 -           | 2006 TP55           | 12 octombrie 2006 | Palomar              | NEAT                   |
| 185216 Gueiren     | 2006 TA57           | 14 octombrie 2006 | Lulin Observatory⁠(d) | C.-S. Lin⁠(d), Q.-z. Ye |
| 185217 -           | 2006 TS57           | 15 octombrie 2006 | Catalina             | CSS                    |
| 185218 -           | 2006 TO59           | 13 octombrie 2006 | Kitt Peak            | Spacewatch             |
| 185219 -           | 2006 TO61           | 12 octombrie 2006 | Kitt Peak            | Spacewatch             |
| 185220 -           | 2006 TK62           | 9 octombrie 2006  | Palomar              | NEAT                   |
| 185221 -           | 2006 TK66           | 11 octombrie 2006 | Palomar              | NEAT                   |
| 185222 -           | 2006 TU66           | 11 octombrie 2006 | Palomar              | NEAT                   |
| 185223 -           | 2006 TS68           | 11 octombrie 2006 | Palomar              | NEAT                   |
| 185224 -           | 2006 TG70           | 11 octombrie 2006 | Kitt Peak            | Spacewatch             |
| 185225 -           | 2006 TV74           | 11 octombrie 2006 | Palomar              | NEAT                   |
| 185226 -           | 2006 TH76           | 11 octombrie 2006 | Palomar              | NEAT                   |
| 185227 -           | 2006 TN76           | 11 octombrie 2006 | Palomar              | NEAT                   |
| 185228 -           | 2006 TT77           | 12 octombrie 2006 | Kitt Peak            | Spacewatch             |
| 185229 -           | 2006 TS78           | 12 octombrie 2006 | Palomar              | NEAT                   |
| 185230 -           | 2006 TZ90           | 13 octombrie 2006 | Kitt Peak            | Spacewatch             |
| 185231 -           | 2006 TM91           | 13 octombrie 2006 | Kitt Peak            | Spacewatch             |
| 185232 -           | 2006 TX103          | 15 octombrie 2006 | Kitt Peak            | Spacewatch             |
| 185233 -           | 2006 TY109          | 12 octombrie 2006 | Kitt Peak            | Spacewatch             |
| 185234 -           | 2006 TH110          | 13 octombrie 2006 | Kitt Peak            | Spacewatch             |
| 185235 -           | 2006 TA115          | 1 octombrie 2006  | Apache Point         | A. C. Becker⁠(d)        |
| 185236 -           | 2006 TP120          | 12 octombrie 2006 | Apache Point         | A. C. Becker           |
| 185237 -           | 2006 TP121          | 13 octombrie 2006 | Kitt Peak            | Spacewatch             |
| 185238 -           | 2006 UK3            | 16 octombrie 2006 | Catalina             | CSS                    |
| 185239 -           | 2006 UZ6            | 16 octombrie 2006 | Catalina             | CSS                    |
| 185240 -           | 2006 UF12           | 17 octombrie 2006 | Mount Lemmon         | Mount Lemmon Survey⁠(d) |
| 185241 -           | 2006 UR15           | 17 octombrie 2006 | Mount Lemmon         | Mount Lemmon Survey    |
| 185242 -           | 2006 UQ31           | 16 octombrie 2006 | Kitt Peak            | Spacewatch             |
| 185243 -           | 2006 UJ37           | 16 octombrie 2006 | Kitt Peak            | Spacewatch             |
| 185244 -           | 2006 UK38           | 16 octombrie 2006 | Kitt Peak            | Spacewatch             |
| 185245 -           | 2006 UM45           | 16 octombrie 2006 | Kitt Peak            | Spacewatch             |
| 185246 -           | 2006 UU54           | 17 octombrie 2006 | Catalina             | CSS                    |
| 185247 -           | 2006 UW57           | 18 octombrie 2006 | Kitt Peak            | Spacewatch             |
| 185248 -           | 2006 UZ59           | 19 octombrie 2006 | Catalina             | CSS                    |
| 185249 -           | 2006 UE62           | 17 octombrie 2006 | Mount Lemmon         | Mount Lemmon Survey⁠(d) |
| 185250 Korostyshiv | 2006 UY62           | 17 octombrie 2006 | Andrushivka⁠(d)       | Andrushivka⁠(d)         |
| 185251 -           | 2006 UZ63           | 20 octombrie 2006 | Kitt Peak            | Spacewatch             |
| 185252 -           | 2006 UT64           | 17 octombrie 2006 | Mount Lemmon         | Mount Lemmon Survey⁠(d) |
| 185253 -           | 2006 UR65           | 16 octombrie 2006 | Catalina             | CSS                    |
| 185254 -           | 2006 UM70           | 16 octombrie 2006 | Catalina             | CSS                    |
| 185255 -           | 2006 UW77           | 17 octombrie 2006 | Kitt Peak            | Spacewatch             |
| 185256 -           | 2006 UX78           | 17 octombrie 2006 | Kitt Peak            | Spacewatch             |
| 185257 -           | 2006 UW88           | 17 octombrie 2006 | Kitt Peak            | Spacewatch             |
| 185258 -           | 2006 US92           | 18 octombrie 2006 | Kitt Peak            | Spacewatch             |
| 185259 -           | 2006 UW92           | 18 octombrie 2006 | Kitt Peak            | Spacewatch             |
| 185260 -           | 2006 UU100          | 18 octombrie 2006 | Kitt Peak            | Spacewatch             |
| 185261 -           | 2006 UC120          | 19 octombrie 2006 | Kitt Peak            | Spacewatch             |
| 185262 -           | 2006 UD124          | 19 octombrie 2006 | Kitt Peak            | Spacewatch             |
| 185263 -           | 2006 UK127          | 19 octombrie 2006 | Kitt Peak            | Spacewatch             |
| 185264 -           | 2006 UC128          | 19 octombrie 2006 | Kitt Peak            | Spacewatch             |
| 185265 -           | 2006 UE128          | 19 octombrie 2006 | Palomar              | NEAT                   |
| 185266 -           | 2006 UZ128          | 19 octombrie 2006 | Kitt Peak            | Spacewatch             |
| 185267 -           | 2006 UZ134          | 19 octombrie 2006 | Kitt Peak            | Spacewatch             |
| 185268 -           | 2006 UP138          | 19 octombrie 2006 | Kitt Peak            | Spacewatch             |
| 185269 -           | 2006 UC142          | 19 octombrie 2006 | Kitt Peak            | Spacewatch             |
| 185270 -           | 2006 UX143          | 19 octombrie 2006 | Kitt Peak            | Spacewatch             |
| 185271 -           | 2006 UA154          | 21 octombrie 2006 | Kitt Peak            | Spacewatch             |
| 185272 -           | 2006 UL159          | 21 octombrie 2006 | Mount Lemmon         | Mount Lemmon Survey⁠(d) |
| 185273 -           | 2006 UO170          | 21 octombrie 2006 | Mount Lemmon         | Mount Lemmon Survey    |
| 185274 -           | 2006 UR174          | 19 octombrie 2006 | Catalina             | CSS                    |
| 185275 -           | 2006 UD176          | 16 octombrie 2006 | Catalina             | CSS                    |
| 185276 -           | 2006 UN179          | 16 octombrie 2006 | Catalina             | CSS                    |
| 185277 -           | 2006 UB181          | 16 octombrie 2006 | Catalina             | CSS                    |
| 185278 -           | 2006 UE182          | 16 octombrie 2006 | Catalina             | CSS                    |
| 185279 -           | 2006 UW188          | 19 octombrie 2006 | Catalina             | CSS                    |
| 185280 -           | 2006 UH192          | 19 octombrie 2006 | Catalina             | CSS                    |
| 185281 -           | 2006 UA196          | 20 octombrie 2006 | Kitt Peak            | Spacewatch             |
| 185282 -           | 2006 US198          | 20 octombrie 2006 | Kitt Peak            | Spacewatch             |
| 185283 -           | 2006 UG199          | 20 octombrie 2006 | Kitt Peak            | Spacewatch             |
| 185284 -           | 2006 UJ201          | 21 octombrie 2006 | Kitt Peak            | Spacewatch             |
| 185285 -           | 2006 UX202          | 22 octombrie 2006 | Palomar              | NEAT                   |
| 185286 -           | 2006 UH203          | 22 octombrie 2006 | Palomar              | NEAT                   |
| 185287 -           | 2006 UV204          | 22 octombrie 2006 | Palomar              | NEAT                   |
| 185288 -           | 2006 UW207          | 23 octombrie 2006 | Kitt Peak            | Spacewatch             |
| 185289 -           | 2006 UM215          | 20 octombrie 2006 | Goodricke-Pigott⁠(d)  | R. A. Tucker⁠(d)        |
| 185290 -           | 2006 UB219          | 16 octombrie 2006 | Catalina             | CSS                    |
| 185291 -           | 2006 UT219          | 16 octombrie 2006 | Catalina             | CSS                    |
| 185292 -           | 2006 UJ226          | 20 octombrie 2006 | Kitt Peak            | Spacewatch             |
| 185293 -           | 2006 UY227          | 20 octombrie 2006 | Palomar              | NEAT                   |
| 185294 -           | 2006 UW237          | 23 octombrie 2006 | Kitt Peak            | Spacewatch             |
| 185295 -           | 2006 UN239          | 23 octombrie 2006 | Kitt Peak            | Spacewatch             |
| 185296 -           | 2006 UO239          | 23 octombrie 2006 | Kitt Peak            | Spacewatch             |
| 185297 -           | 2006 UK252          | 27 octombrie 2006 | Mount Lemmon         | Mount Lemmon Survey⁠(d) |
| 185298 -           | 2006 US256          | 28 octombrie 2006 | Kitt Peak            | Spacewatch             |
| 185299 -           | 2006 UT257          | 28 octombrie 2006 | Mount Lemmon         | Mount Lemmon Survey⁠(d) |
| 185300 -           | 2006 UD261          | 28 octombrie 2006 | Socorro              | LINEAR                 |